# دی‌ید پنتوکسید
پنتاکسید ید (به انگلیسی: Iodine pentoxide) با فرمول شیمیایی I۲O۵ یک ترکیب شیمیایی با شناسه پاب‌کم ۱۵۹۴۰۲ است. که جرم مولی آن 333.81 g/mol می‌باشد. شکل ظاهری این ترکیب، جامد بلوری سفید است.